# Провінція Тотомі
Провінція Тотомі (яп. 遠江国 — тотомі но куні, "країна Тотомі; 遠州 — енсю, «провінція Тотомі») — історична провінція Японії у регіоні Тюбу у центрі острова Хонсю. Відповідає західній частині префектури Сідзуока.

## Короткі відомості
Провінція Тотомі була утворена у 7 столітті. Її адміністративний центр знаходився у сучасному місті Івата.
З 13 по середину 14 століття провінцією Тотомі керував рід Ходзьо, фактичний лідер Камакурського сьоґунату. З утворенням сьоґунату Муроматі у 1338 році губернатором провінції було призначено рід Сіба. Він не мав авторитету серед місцевої знаті, тому реальну владу у цих землях захопив рід Імаґава, володар сусідньої провінції Суруґа. З другої половини 16 століття провінція Тотомі перейшла до Токуґави Іеясу.
У період Едо (1603—1867)Тотомі була розбита на 4 володіння хан, найбільші з яких належали родині Ота та давнім васалам сьоґунів Токуґава. У цей період провінція прославилась як місце виробництва найкращого японського чаю.
У результаті додаткових адміністративних реформ 1876 року провінція Тотомі увійшла до складу префектури Сідзуока.

## Повіти
- Аратама 麁玉郡
- Івата 磐田郡
- Інаса 引佐郡
- Кіто 城東郡
- Наґакамі 長上郡
- Сюті 周智郡
- Сая 佐野郡
- Тойода 豊田郡
- Футі 敷知郡
- Хаібара 榛原郡
- Хамана 浜名郡
- Ямана 山名郡